# Mile Novaković
Mile Novaković (Kirin, 29. travnja 1950. – Beograd, 14. rujna 2015.), ratni zapovjednik, zločinac i general vojske samoproglašene paradržave pobunjenih hrvatskih Srba, Republike Srpske Krajine.

## Životopis
Mile Novaković rodio se je 29. travnja 1950. u selu Kirinu blizu Vrginmosta. Osnovnu školu završio je 1964. godine, gimnaziju 1968., a Vojnu akademiju JNA, smjer pješaštva, odličnim uspjehom 1972. godine. Nakon Akademije, Novaković je prošao i više vojnih smjerova: 1978. Viši smjer vojne policije, 1983. Zapovjedno-stožernu akademiju kopnene vojske i to sve s odličnim uspjehom. Studirao je i u Ratnoj školi, ali je školovanje prekinuo zbog raspada SFRJ i rata protiv Hrvatske.
Čin pukovnika dobiva izvanredno, tijekom rata 1992. godine u sastavu JNA. U sastavu Srpske Vojske Krajine 1992. godine dobio je čin general-bojnika, a isti čin u Vojsci Jugoslavije 1993. godine. Konačno, čin general-potpukovnika stekao je izvanredno 1994. godine. 28. siječnja 1993. naredio je miniranje i rušenje brane Peruća.
Županijski sud u Šibeniku u veljači 1995. godine osudio je u odsutnosti Novakovića, zajedno s Goranom Hadžićem, Đorđem Bjegovićem i Kostom Novakovićem, na kazne od po 20 godina za svakoga, zbog zločina protiv čovječnosti, ratnog zločina protiv civila i uništavanja kulturnih i povijesnih spomenika prilikom granatiranja Šibenika i okolnih mjesta. Unatoč presudi, Novaković je bijegom u Srbiju bio nedostupan hrvatskom pravosuđu. Umro je 14. rujna 2015. u dobi od 65 godina. Pokopan je u srijemskom mjestu Surduku.